# Mort
Mort – humorystyczna powieść fantasy Terry'ego Pratchetta wydana w 1987 r. W Polsce książka ukazała się po raz pierwszy w 1996 r. nakładem wydawnictwa Prószyński i S-ka (ISBN 83-7469-200-7). Jest to czwarta część długiego cyklu Świat Dysku, zaliczana do podcyklu o Śmierci i jego (przybranej) rodzinie.
Książka opowiada o chłopcu z biednej rodziny, którego pewnego dnia ojciec postanawia umieścić u jakiegoś rzemieślnika. Po przestaniu całego dnia na rynku chłopak zostaje sam – tylko jego nikt nie wybrał. Blisko północy, kiedy mają już odchodzić, nadjeżdża postać w czarnym płaszczu o grobowym głosie. Okazuje się być Śmiercią, który potrzebuje kogoś do pomocy i przyjmuje Morta na praktykę. Mort doskonali się w zawodzie, równocześnie powoli się zmieniając.